# James Gregory (attore)
James Gregory (New York, 23 dicembre 1911 – Sedona, 16 settembre 2002) è stato un attore statunitense.
Ha recitato in oltre 30 film dal 1948 al 1979 ed è apparso in oltre 140 produzioni televisive dal 1950 al 1986. È stato accreditato anche con il nome Robert Dixon.

## Biografia
James Gregory nacque a New York, nel Bronx, il 23 dicembre 1911. Cominciò a lavorare come attore in teatro a Broadway partecipando a molti successi come Dream Girl, All My Sons, Death of a Salesman e The Desperate Hours. Per la televisione, interpretò, tra gli altri, il ruolo di Barney Ruditsky in 45 episodi della serie televisiva The Lawless Years dal 1959 al 1961, di Jonathan Kaye in due episodi della serie Hawaii Squadra Cinque Zero dal 1968 al 1969 (più un altro episodio con un altro ruolo), dell'ispettore Frank Luger in 58 episodi della serie Barney Miller dal 1975 al 1982, di Nick Hannigan in 11 episodi della serie Detective School nel 1979 e collezionò una lunga serie di apparizioni come personaggio secondario o come guest star in decine e decine di episodi di serie televisive dagli anni '50 ai primi anni '80.
Per il cinema ha interpretato il senatore John Iselin in Va' e uccidi (1962), l'audace generale Ursus ne L'altra faccia del pianeta delle scimmie, e decine di altri ruoli secondari fino alla fine degli anni '70. La sua ultima apparizione sul piccolo schermo avvenne nell'episodio Grandma della serie televisiva Mr. Belvedere, andato in onda il 3 ottobre 1986, che lo vede nel ruolo di Mr. Sparks, mentre per il grande schermo l'ultima interpretazione risale al film Ma che sei tutta matta? del 1979, in cui interpreta Gough (nel 1982 si limitò poi a prestare solo la voce per il film di animazione Il volo dei draghi al personaggio di Bryagh / Smrgol). Dal 1944 fino alla morte fu sposato con Anne Miltner. Morì a Sedona, in Arizona, il 16 settembre 2002 e fu seppellito al Sedona Community Cemetery.

## Filmografia

### Cinema
- La città nuda (The Naked City), regia di Jules Dassin (1948)
- Le rane del mare (The Frogmen), regia di Lloyd Bacon (1951)
- At This Moment, regia di Haford Kerbawy – cortometraggio (1954)
- L'ora scarlatta (The Scarlet Hour), regia di Michael Curtiz (1956)
- L'alibi sotto la neve (Nightfall), regia di Jacques Tourneur (1957)
- Colpevole innocente (The Young Stranger), regia di John Frankenheimer (1957)
- La città minata (The Big Caper), regia di Robert Stevens (1957)
- L'arma della gloria (Gun Glory), regia di Roy Rowland (1957)
- Gli arditi degli abissi (Underwater Warrior), regia di Andrew Marton (1958)
- È sbarcato un marinaio (Onionhead), regia di Norman Taurog (1958)
- Al Capone, regia di Richard Wilson (1959)
- Hey Boy! Hey Girl!, regia di David Lowell Rich (1959)
- Il leggendario X-15 (X-15), regia di Richard Donner (1961)
- Due settimane in un'altra città (Two Weeks in Another Town), regia di Vincente Minnelli (1962)
- Va' e uccidi (The Manchurian Candidate), regia di John Frankenheimer (1962)
- PT 109 - Posto di combattimento! (PT 109), regia di Leslie H. Martinson (1963)
- La notte del delitto (Twilight of Honor), regia di Boris Sagal (1963)
- Capitan Newman (Captain Newman, M.D.), regia di David Miller (1963)
- Far West (A Distant Trumpet), regia di Raoul Walsh (1964)
- Ragazze sotto zero (Quick Before It Melts), regia di Delbert Mann (1964)
- I 4 figli di Katie Elder (The Sons of Katie Elder), regia di Henry Hathaway (1965)
- Smania di vita (A Rage to Live), regia di Walter Grauman (1965)
- Matt Helm il silenziatore (The Silencers), regia di Phil Karlson (1966)
- Matt Helm... non perdona! (Murderers' Row), regia di Henry Levin (1966)
- Miliardario... ma bagnino (Clambake), regia di Arthur H. Nadel (1967)
- L'imboscata (The Ambushers), regia di Henry Levin (1967)
- Guerra, amore e fuga (The Secret War of Harry Frigg), regia di Jack Smight (1968)
- The Love God?, regia di Nat Hiken (1969)
- L'altra faccia del pianeta delle scimmie (Beneath the Planet of the Apes), regia di Ted Post (1970)
- Il re delle isole (The Hawaiians), regia di Tom Gries (1970)
- Un papero da un milione di dollari (The Million Dollar Duck), regia di Vincent McEveety (1971)
- Il solitario di Rio Grande (Shoot Out), regia di Henry Hathaway (1971)
- Una nuova vita per Liz (The Late Liz), regia di Dick Ross (1971)
- L'uomo più forte del mondo (The Strongest Man in the World), regia di Vincent McEveety (1975)
- Ma che sei tutta matta? (The Main Event), regia di Howard Zieff (1979)

### Televisione
- Musical Comedy Time – serie TV, un episodio (1950)
- Suspense – serie TV, 2 episodi (1951-1952)
- The Philco Television Playhouse – serie TV, 3 episodi (1951-1954)
- The Billy Rose Show – serie TV, un episodio (1951)
- The Web – serie TV, un episodio (1951)
- The Big Story – serie TV, 2 episodi (1952-1953)
- Police Story – serie TV, un episodio (1952)
- Goodyear Television Playhouse – serie TV, un episodio (1952)
- Robert Montgomery Presents – serie TV, un episodio (1952)
- Armstrong Circle Theatre – serie TV, 2 episodi (1953-1954)
- Danger – serie TV, 5 episodi (1953-1954)
- Kraft Television Theatre – serie TV, 9 episodi (1953-1957)
- Short Short Dramas – serie TV, un episodio (1953)
- Eye Witness – serie TV, un episodio (1953)
- Lux Video Theatre – serie TV, 2 episodi (1953)
- Kraft Television Theatre – serie TV, un episodio (1953)
- Campbell Playhouse – serie TV, 2 episodi (1953)
- Studio One – serie TV, 7 episodi (1954-1958)
- The Mask – serie TV, un episodio (1954)
- The Man Behind the Badge – serie TV, un episodio (1954)
- Love Story – serie TV, 2 episodi (1954)
- Inner Sanctum – serie TV, 2 episodi (1954)
- Star Stage – serie TV, 2 episodi (1955-1956)
- You Are There – serie TV, un episodio (1955)
- Appointment with Adventure – serie TV, un episodio (1955)
- Playwrights '56 – serie TV, un episodio (1955)
- Justice – serie TV, un episodio (1955)
- The Alcoa Hour – serie TV, episodio 1x04 (1955)
- Star Tonight – serie TV, un episodio (1955)
- Schlitz Playhouse of Stars – serie TV, 2 episodi (1956-1958)
- Climax! – serie TV, 2 episodi (1956)
- On Trial – serie TV, un episodio (1956)
- Alfred Hitchcock presenta (Alfred Hitchcock Presents) – serie TV, 3 episodi (1957-1958)
- The United States Steel Hour – serie TV, un episodio (1957)
- Playhouse 90 – serie TV, 3 episodi (1958-1960)
- Suspicion – serie TV, un episodio (1958)
- Pursuit – serie TV, episodio 1x12 (1959)
- The Lawless Years – serie TV, 45 episodi (1959-1961)
- Ai confini della realtà (The Twilight Zone) – serie TV, 2 episodi (1959-1961)
- Laramie – serie TV, 2 episodi (1959-1963)
- Lux Playhouse – serie TV, un episodio (1959)
- Westinghouse Desilu Playhouse – serie TV, episodio 2x02 (1959)
- General Electric Theater – serie TV, episodio 8x16 (1960)
- Alcoa Theatre – serie TV, un episodio (1960)
- Carovane verso il West (Wagon Train) – serie TV, un episodio (1960)
- The Snows of Kilimanjaro – film TV (1960)
- Buick-Electra Playhouse – serie TV, un episodio (1960)
- Moment of Fear – serie TV, un episodio (1960)
- June Allyson Show (The DuPont Show with June Allyson) – serie TV, episodio 2x07 (1960)
- Scacco matto (Checkmate) – serie TV, episodio 1x16 (1961)
- Thriller – serie TV, episodio 1x21 (1961)
- Letter to Loretta – serie TV, un episodio (1961)
- Frontier Circus – serie TV, un episodio (1961)
- Fred Astaire (Alcoa Premiere) – serie TV, episodio 1x01 (1961)
- The New Breed – serie TV, episodio 1x02 (1961)
- Gli intoccabili (The Untouchables) – serie TV, un episodio (1961)
- Il virginiano (The Virginian) – serie TV, 4 episodi (1962-1970)
- Corruptors (Target: The Corruptors) – serie TV, episodio 1x25 (1962)
- Empire – serie TV, un episodio (1962)
- The Lieutenant – serie TV, episodi 1x05-1x19 (1963-1964)
- Gli uomini della prateria (Rawhide) – serie TV, 3 episodi (1963-1965)
- Sam Benedict – serie TV, un episodio (1963)
- Undicesima ora (The Eleventh Hour) – serie TV, un episodio (1963)
- L'ora di Hitchcock (The Alfred Hitchcock Hour) – serie TV, episodio 2x09 (1963)
- Bonanza – serie TV, 3 episodi (1964-1969)
- Ben Casey – serie TV, episodio 3x20 (1964)
- La parola alla difesa (The Defenders) – serie TV, un episodio (1964)
- Breaking Point – serie TV, un episodio (1964)
- Gli inafferrabili (The Rogues) – serie TV, episodio 1x02 (1964)
- The Crisis (Kraft Suspense Theatre) – serie TV, un episodio (1964)
- Gunsmoke – serie TV, 3 episodi (1965-1968)
- F.B.I. (The F.B.I.) – serie TV, 2 episodi (1965-1974)
- Selvaggio west (The Wild Wild West) – serie TV, episodio 1x01 (1965)
- I forti di Forte Coraggio (F Troop) – serie TV, 3 episodi (1966-1967)
- La grande vallata (The Big Valley) – serie TV, 4 episodi (1966-1969)
- A Man Called Shenandoah – serie TV, episodio 1x19 (1966)
- Cavaliere solitario (The Loner) – serie TV, un episodio (1966)
- Insight – serie TV, un episodio (1966)
- Gli eroi di Hogan (Hogan's Heroes) – serie TV, un episodio (1966)
- Disneyland – serie TV, un episodio (1966)
- Il fuggiasco (The Fugitive) – serie TV, un episodio (1966)
- Star Trek – serie TV, episodio 1x09 (1966)
- Ironside – serie TV, 4 episodi (1967-1973)
- Tarzan – serie TV, episodio 1x31 (1967)
- Io e i miei tre figli (My Three Sons) – serie TV, episodio 7x31 (1967)
- Cimarron Strip – serie TV, episodio 1x05 (1967)
- Cowboy in Africa – serie TV, un episodio (1967)
- Daniel Boone – serie TV, un episodio (1967)
- Hawaii Squadra Cinque Zero (Hawaii Five-O) – serie TV, 3 episodi (1968-1969)
- Ai confini dell'Arizona (The High Chaparral) – serie TV, episodio 1x26 (1968)
- Premiere – serie TV, un episodio (1968)
- Call to Danger – film TV (1968)
- Sui sentieri del West (The Outcasts) – serie TV, episodio 1x03 (1968)
- Lancer – serie TV, episodio 1x05 (1968)
- Al banco della difesa (Judd for the Defense) – serie TV, un episodio (1968)
- Mod Squad, i ragazzi di Greer (The Mod Squad) – serie TV, un episodio (1968)
- The Outsider – serie TV, episodio 1x23 (1969)
- Carta che vince, carta che perde – film TV (1969)
- Il fantastico mondo di Mr. Monroe (My World and Welcome to It) – serie TV, un episodio (1969)
- The Good Guys – serie TV, un episodio (1969)
- Quella strana ragazza (That Girl) – serie TV, 4 episodi (1970-1971)
- Bracken's World – serie TV, un episodio (1970)
- Reporter alla ribalta (The Name of the Game) – serie TV, 2 episodi (1970)
- Headmaster – serie TV, un episodio (1970)
- Lo sceriffo del sud (Cade's County) – serie TV, un episodio (1971)
- Missione Impossibile (Mission: Impossible) – serie TV, un episodio (1972)
- Mistero in galleria (Night Gallery) – serie TV, un episodio (1972)
- A Very Missing Person – film TV (1972)
- Arcibaldo (All in the Family) – serie TV, un episodio (1972)
- Search – serie TV, un episodio (1972)
- Jigsaw – serie TV, un episodio (1972)
- Colombo (Columbo) – serie TV, 2 episodi (1972)
- The Weekend Nun – film TV (1972)
- The Paul Lynde Show – serie TV, 2 episodi (1973)
- Love, American Style – serie TV, un episodio (1973)
- Le strade di San Francisco (The Streets of San Francisco) – serie TV, un episodio (1973)
- Miracle on 34th Street – film TV (1973)
- Sulle strade della California (Police Story) – serie TV, 4 episodi (1974-1975)
- Uno sceriffo a New York (McCloud) – serie TV, un episodio (1974)
- La famiglia Partridge (The Partridge Family) – serie TV, un episodio (1974)
- Kolchak: The Night Stalker – serie TV, un episodio (1974)
- M*A*S*H – serie TV, un episodio (1974)
- Barney Miller – serie TV, 58 episodi (1975-1982)
- The Abduction of Saint Anne – film TV (1975)
- Squadra emergenza (Emergency!) – serie TV, un episodio (1975)
- McCoy – serie TV, un episodio (1975)
- Cannon – serie TV, un episodio (1975)
- Medical Center – serie TV, un episodio (1976)
- Francis Gary Powers: The True Story of the U-2 Spy Incident – film TV (1976)
- Sanford and Son – serie TV, 2 episodi (1976)
- Quincy (Quincy M.E.) – serie TV, 2 episodi (1977-1982)
- All's Fair – serie TV, un episodio (1977)
- The Bastard – film TV (1978)
- Angeli volanti (Flying High) – serie TV, un episodio (1978)
- Supertrain – serie TV, un episodio (1979)
- Detective School – serie TV, 11 episodi (1979)
- Love Boat (The Love Boat) – serie TV, un episodio (1980)
- The Comeback Kid – film TV (1980)
- Gridlock – film TV (1980)
- Goldie and the Boxer Go to Hollywood – film TV (1981)
- Wait Till Your Mother Gets Home! – film TV (1983)
- Mr. Belvedere – serie TV, un episodio (1986)

## Doppiatori italiani
Nelle versioni in italiano delle opere in cui ha recitato, James Gregory è stato doppiato da:
- Emilio Cigoli in L'alibi sotto la neve, Al Capone
- Gino Baghetti in L'arma della gloria, Miliardario... ma bagnino
- Giorgio Capecchi in Va' e uccidi
- Carlo Romano in PT 109 - Posto di combattimento!
- Renato Turi in I 4 figli di Katie Elder
- Franco Odoardi in Star Trek
- Giorgio Gusso in L'altra faccia del pianeta delle scimmie
- Arturo Dominici in Un papero da un milione di dollari
- Alessandro Sperlì in Il solitario di Rio Grande